# Alenquer (Pará)
Alenquer is een gemeente in de Braziliaanse deelstaat Pará. De gemeente telt 57.067 inwoners (schatting 2009).

## Geografie

### Hydrografie
De plaats ligt aan de rivier de Paraná do Alenquer, een aftakking en zijrivier van de Amazone en wordt omringd door een aantal grote meren, o.a. Lago Uruxi. De rivier de Curuá met een aantal zijrivieren stroomt door de gemeente, hiervan maakt de rivier de Mamiá deel uit van de gemeentegrens. De Maicuru maakt ook deel uit van de gemeentegrens.

### Aangrenzende gemeenten
De gemeente grenst aan Almeirim, Curuá, Monte Alegre, Óbidos en Santarém.

### Beschermd gebieden

#### Inheemse gebieden
- Terra Indígena Parque do Tumucumaque
- Terra Indígena Rio Paru d'Este

#### Bosgebied
- Floresta Nacional de Mulata

## Verkeer en vervoer

### Wegen
Alenquer is via de hoofdweg PA-427 verbonden met de PA-254, die de plaatsen Oriximiná en Prainha verbindt.

### Waterwegen
De plaats heeft een veerdienstverbinding met Santarém.

### Luchtverkeer
Naast de plaats ligt een landingsbaan.